# Friedrich Wilhelm August Murhard

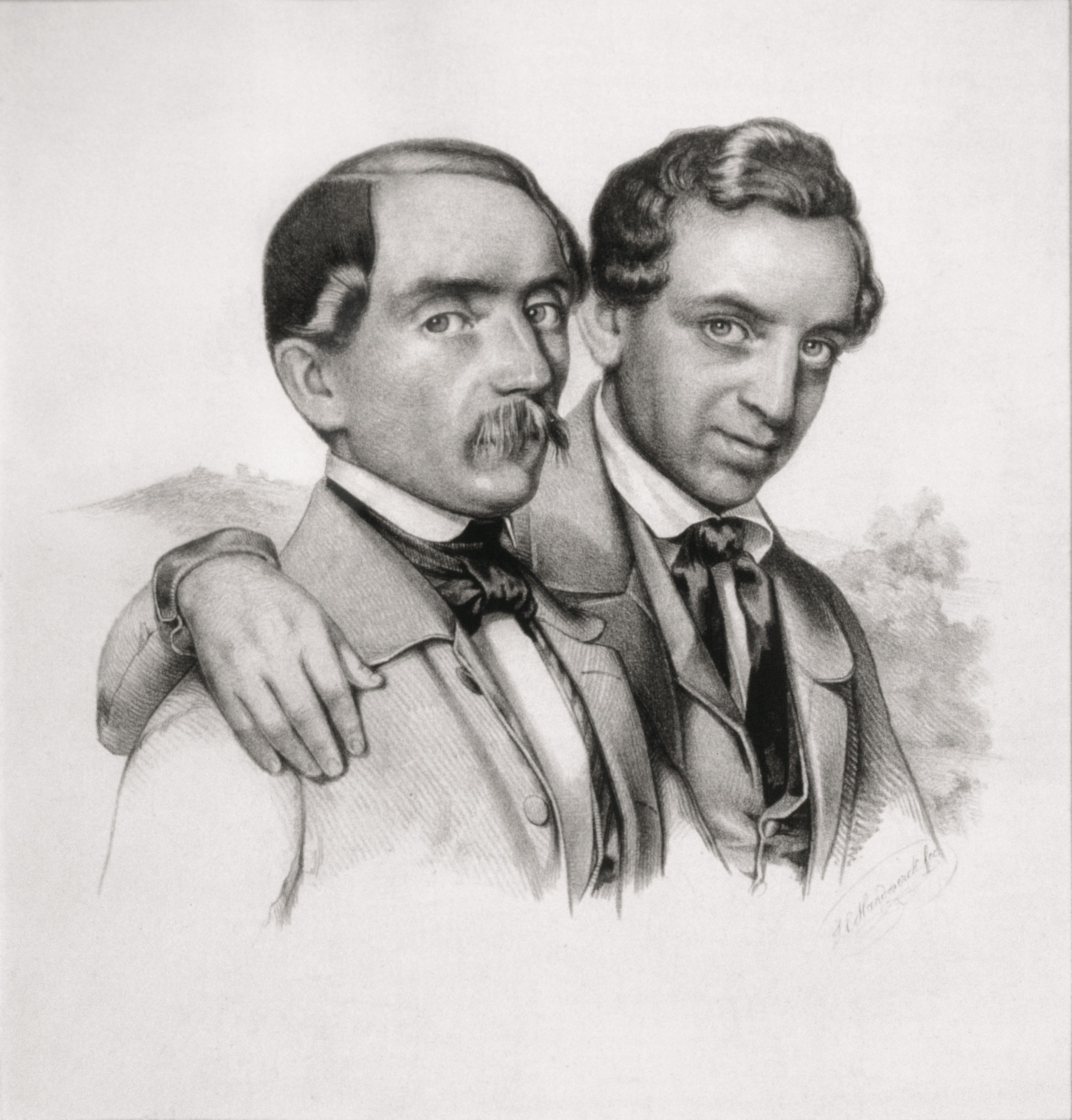
Die Brüder Murhard, Eduard Handwerck, Lithographie um 1840

Friedrich Wilhelm August Murhard (* 7. Dezember 1778 in Kassel; † 29. November 1853 ebenda) war ein deutscher Mathematiker, Rechtsgelehrter, Schriftsteller und Bibliothekar. Die moderne Forschung zählt Murhard mit seiner wissenschaftlich-publizistischen Arbeit zu den geistigen Wegbereitern des politischen und wirtschaftlichen Liberalismus im Vormärz. Er übersetzte Mécanique Analytique von Joseph-Louis Lagrange ins Deutsche und gab es 1797 mit Kommentaren und Anmerkungen versehen heraus.
Gleichzeitig gilt Murhard aber auch als Plagiator und Kompilator, der für seine Werke auf Texte anderer zurückgriff und über Reisen schrieb, die er aller Wahrscheinlichkeit nach nicht selbst unternommen hat.
Friedrich Murhard und sein Bruder Johann Karl Adam Murhard (1781–1863) stifteten die nach ihnen benannte Murhardsche Bibliothek der Stadt Kassel.

## Familie und Ausbildung
Friedrich Murhard entstammte einer alt eingesessenen und wohlhabenden Beamtenfamilie; sein Vater war der Regierungsprocurator Henrich Murhard (1739–1809), seine Mutter war dessen Ehefrau Maria Magdalena, geborene Fischer (1747–1807).
Friedrich Murhard besuchte das Lyceum Fridericianum (heute Friedrichsgymnasium) in Kassel und studierte ab 1795 Mathematik und Physik an der Georg-August-Universität Göttingen, unter anderem bei Kästner und Lichtenberg. Daneben besuchte er staatswissenschaftliche Vorlesungen bei Schlözer und wurde mit dem französischen und englischen Liberalismus vertraut. Schon bald wurde Murhard glühender Anhänger der Ideen der Französischen Revolution.
1796 promovierte Murhard über Lagranges Variationsrechnung und war zunächst als Privatdozent in Göttingen tätig, wo er Vorlesungen hielt und unter anderem eine Immanuel Kant widmete, gleichzeitig aber auch eine Reihe von Veröffentlichungen zur Mathematik und Physik vorlegte. 1797–1798 war er Assessor in der Göttinger Akademie der Wissenschaften.
Murhard blieb unverheiratet.

## Reisen
Am 8. Oktober 1798 beendete Friedrich Murhard seine akademische Laufbahn und brach zu einer Reise mit unbekanntem Ziel auf. Erst Ende Februar 1801 tauchte er wieder in Deutschland, in Dresden, auf.
Murhard selbst will nach Wien, Pressburg, (Buda-)Pest, Großwardein (Oradea) und Klausenburg (Cluj Napoca) gereist sein, bevor er nach Hermannstadt (Sibiu) kam. Den Winter will er in Ungarn und Siebenbürgen verbracht und Hermannstadt am 10. April 1799 in Richtung Bukarest verlassen haben, anschließend über das Schwarze Meer nach Konstantinopel (Istanbul) gelangt und von dort über die Dardanellen, die Inseln Tenedos und Imbros nach Chios gereist sein. Seine Rückreise beschrieb er nicht, erwähnte aber, Napoleons Feldzug nach Ägypten beigewohnt zu haben.
Murhard soll damit der erste Deutsche gewesen sein, der aus politischem Interesse eine Reise in das Osmanische Reich unternahm, ohne einer diplomatischen Gesandtschaft anzugehören oder in das Heilige Land beziehungsweise zu den Stätten der Antike zu pilgern.
Bis heute kann nicht zuverlässig geklärt werden, wie weit Murhard tatsächlich gereist ist. Seine Aufenthalte in Dresden und Wien gelten genauso als gesichert, wie seine Reise nach Bukarest – aber darüber hinaus fehlen jegliche Nachweise oder ernsthafte Anhaltspunkte.

## Berufliche Tätigkeit
Im August 1798 wurde im Allgemeinen Litterarischen Anzeiger der Vorwurf erhoben, dass Murhards Traktat von 1798 Principia novae theoriae Cometarum ein Plagiat von Friedrich Wilhelm Joseph von Schellings Ideen zu einer Philosophie der Natur und einer Anmerkung von Lichtenberg in der revidierten Ausgabe von Johann Christian Polycarp Erxlebens Anfangsgründe der Naturlehre von 1768 sei.
Kurz darauf, im Herbst 1798, beschuldigte der Mathematiker Konrad Dietrich Martin Stahl (1771–1833) Murhard, dass dieser für sein System der allgemeinen Größenlehre von 1798 ganze Passagen nicht nur wortwörtlich, sondern auch noch einschließlich der Druckfehler aus seinem im Vorjahr erschienenen Anfangsgründen der Zahlenarithmetik und Buchstabenrechnung abgeschrieben habe.
Diese beiden fast zeitgleich erhobenen Plagiatsvorwürfe dürften der Grund dafür gewesen sein, warum Murhard im Herbst 1798 nach nur zwei Jahren seine Tätigkeit als Universitätsdozent relativ unvermittelt beendete und Göttingen verließ. Er war als Wissenschaftler diskreditiert, zumal angeblich auch seine Geschichte der Physik „aus lauter Plagiaten“ bestand.
Nach diesen Vorwürfen, die Murhard nie entkräften konnte, verlagerte er seine berufliche Tätigkeit nach seiner Rückkehr ab 1801 zunehmend auf Reiseliteratur und veröffentlichte seine vorgeblichen Reiseerlebnisse in drei Schriften. Ab 1805 gab er zusammen mit dem Publizisten H. Chr. von Reimers Konstantinopel und St. Petersburg heraus, die erste deutsche Zeitschrift, die das Osmanische Reich in das Zentrum ihres Interesses rückte. Schnell wurden aber Zweifel an der Echtheit seiner Reiseberichte laut, man begegnete Murhard erneut mit Misstrauen, und die Zeitschrift wurde nach 24 Exemplaren eingestellt.
Dass Gelehrte oder Schriftsteller Reiseberichte verfassten, ohne je einen Fuß in das Land gesetzt zu haben, das sie detailreich beschrieben, war seinerzeit indes weder ungewöhnlich noch per se anrüchig. So hatte beispielsweise der Unterhaltungsautor Friedrich Schulz 1786 seine Litterarische Reise durch Deutschland genauso am eigenen Schreibtisch unternommen, wie Johann Kaspar Riesbeck seine viel gelesenen Briefe eines reisenden Franzosen (1783) ebendort verfasste. Nur in besonders eklatanten Fällen erregten vorgebliche, aber nie unternommene Reisen öffentlich Anstoß. Ein solches Beispiel ist neben Murhard der Buchbindergeselle Joseph Schrödter alias Zacharias Taurinius alias Christian Friedrich Damberger, der in allen Kontinenten (mit Ausnahme von Australien) unterwegs gewesen sein wollte, dabei aber Wien nie verlassen hatte.
Nun verlegte sich Murhard auf das Gebiet der politischen Theorien. Nach einer (unzweifelhaft unternommenen) Frankreich-Reise im Jahr 1806 veröffentlichte er, der zeitlebens in politischer Opposition zum kurhessischen Herrscherhaus stand, im Reichsanzeiger der Deutschen einen Artikel, in dem er die kurhessische Gerichtsverfassung kritisierte. Daraufhin wurde er von der kurhessischen Polizei verhaftet.
1808 wurde er – nach Gründung des Königreichs Westphalen – Redakteur der regierungsamtlichen Zeitung Moniteur Westphalien und Zweiter Bibliothekar der Kasseler Landesbibliothek. 1810 übernahm er dazu die Leitung der Kasselschen Allgemeinen Zeitung.

## Politische Verfolgung
Gegen Murhard wurden von der kurhessischen Landesregierung mehrfach Rechtsverfahren wegen politischer Schriftstellerei geführt.
Nach dem Zusammenbruch des napoleonischen Reiches kehrte der hessische Kurfürst Wilhelm I. 1813 aus seinem Exil zurück und restituierte sein Kurfürstentum. Murhard wurde aus dem Staatsdienst entlassen und verlor seine Bibliothekarstelle sowie alle Möglichkeiten einer publizistischen Tätigkeit in Kurhessen.
Daher ließ sich Murhard 1816 in der Freien Stadt Frankfurt am Main nieder. 1817 übernahm er die Redaktion der von ihm mitbegründeten Europäischen Zeitung, die allerdings am 31. März 1818 verboten wurde. 1820 gründete er auf Bitten des Verlegers Johann Friedrich Cotta die überregionale politische Zeitschrift Allgemeine politische Annalen, die der Verbreitung politisch liberaler Gedanken dienen und die Entwicklung freiheitlicher Verfassungen fördern sollte. Hier fand er ein weiteres Forum, in dem er seine Ideen des Frühkonstitutionalismus als ein „fortlaufendes Gemälde des Völker- und Staatslebens“ entfalten konnte. Neben zahlreichen von ihm und anderen namhaften liberalen Publizisten verfassten Beiträgen erschienen auch Artikel seines Bruders Karl Murhard, der ihm nach Frankfurt gefolgt war.
Diese publizistischen Tätigkeiten erregten abermals das Misstrauen der kurhessischen Behörden, die Murhard aus Frankfurt auswiesen, am 18. Januar 1824 in Hanau festnahmen und in das Staatsgefängnis nach Kassel brachten, wo er bis August 1824 inhaftiert war und 1827 freigesprochen, aber unter ein Berufs- und Veröffentlichungsverbot gestellt wurde und die Residenzstadt bis 1830 nicht verlassen durfte.
Nach dem Inkrafttreten der fortschrittlichen Kurhessischen Verfassung von 1831 konnte sich Murhard wieder der politischen Publizistik widmen, allerdings stets unter dem Argwohn der kurhessischen Polizei und drohender politischer Zensur. Er war mit 14 zentralen Artikeln am Rotteck-Welckerschen Staats-Lexikon beteiligt und veröffentlichte zwischen 1831 und 1834 diverse Artikel in der liberalen Kasseler Zeitung Der Verfassungsfreund. 1836 versuchte Innenminister Ludwig Hassenpflug dem Verfasser eines regierungskritischen anonym erschienenen Artikels in der Augsburger Allgemeinen Zeitung auf die Spur zu kommen. Murhard war zwar der Autor, doch die Regierung konnte seine Verfasserschaft nicht ermitteln.
1843 wurde Murhard wegen des kritischen Artikels „Staatsgerichtshof“ im Staatslexikon erneut verhaftet. 1844 wurde ihm der Prozess gemacht, der aber jahrelang verschleppt wurde, bis die Revolution von 1848 eine Amnestie zur Folge hatte. 1852 wurde Murhard unter dem Vorwurf der „Majestätsbeleidigung“ erneut von der Polizei verhört.

## Das Testament
Die Brüder Friedrich Wilhelm August und Johann Karl Adam Murhard, die in ihrer Heimatstadt zeitlebens im Schatten der Brüder Grimm standen, vermachten in ihrem Testament von 1845 ihr gesamtes Vermögen ihrer Vaterstadt Kassel, mit der Auflage, eine „… Bürgerbibliothek … ... zum Besten der hiesigen Einwohner und im Interesse der Wissenschaft und der Civilisation …“ zu errichten. Die Murhardsche Bibliothek wurde 1905 eröffnet.
Dieses großzügige Geschenk wurde von der Stadt Kassel und seinen Bürgern zeitgenössisch aber nicht adäquat gewürdigt. Die Brüder Murhard wurden von der Öffentlichkeit als „Französlinge“ angesehen und besonders Friedrich Murhard wurde wegen der gegen ihn erhobenen beruflichen und politischen Vorwürfe gemieden. So wurde ihr Andenken wenig gepflegt, und es ist auch nicht überliefert, wo sie begraben sind.
Am 29. November 1853 starb Murhard „als gebrochener Mann an Entkräftung“, wie sein Bruder Karl in der Familienchronik vermerkte. „Ihm, dem lebenslangen Streiter für Bürgerfreiheit und Menschenrechte, ... ist bis heute eine öffentliche Genugtuung für das, was er in seiner Heimatstadt Kassel an Entrechtung und Schmähungen erdulden musste, nicht zuteil geworden.“

## Schriften (Auswahl)
- Analytische Mechanik von Herrn LaGrange. Vandenhoeck und Ruprecht, Göttingen 1797.
- Litteratur der mathematischen Wissenschaften. 5 Bde. Breitkopf u. Härtel, Leipzig 1797–1805.
- Bruchstücke aus dem Tagebuche einer Reise. 1802.
- Gemälde von Konstantinopel. Dienemann, Penig; Kretschmar, Chemnitz 1804.
- Gemälde des griechischen Archipelagus. Vossische, Berlin 1807–1808.
- Die unbeschränkte Fürstenschaft. Bohné, Kassel 1831.
- Das königliche Veto. Bohné, Kassel 1832.
- Die Volkssouveränität im Gegensatz der sogenannten Legitimität. Bohné, Kassel 1832.
- Über Widerstand, Empörung und Zwangsübung der Staatsbürger gegen die bestehende Staatsgewalt in sittlicher und rechtlicher Beziehung. Braunschweig 1832.
- Der Zweck des Staats. Eine propolitische Untersuchung im Lichte unsers Jahrhunderts. Dieterich, Göttingen 1832.
- Das Recht der Nationen zur Erstrebung zeitgemäßer, ihrem Kulturgrade angemessener Staatsverfassungen. Hermann, Frankfurt am Main 1832.
- Die Initiative bei der Gesetzgebung. Beleuchtung der Frage: „Wer soll die Gesetze vorschlagen in der Staatsgesellschaft?“ Nebst einem Anhange: Von der Uebung des Petitionsrechts durch öffentliche Volksversammlungen und Vereine. Bohné, Kassel 1833.
- Die kurhessische Verfassungs-Urkunde, erläutert und beleuchtet nach Maßgabe ihrer einzelnen Paragraphen. Ein Handbuch für Landstände, Geschäftsmänner, konstitutionelle Staatsbeamte und Staatsbürger. 2 Abt. Bohné, Kassel 1834/1835.
- Christian Friedrich Damberger: Landreise in das Innere von Afrika. Uhlenhorst-Verlag Hamburg, o. J. (wahrscheinlich um 1930).